# Risaralda (Caldas)
Risaralda es un municipio colombiano ubicado en el sur-occidente del departamento de Caldas. Junto con los municipios de Viterbo, Belalcázar, San José y Anserma, conforman el denominado Occidente Próspero o Bajo Occidente caldense, con una altitud de 1713 m s. n. m. con una temperatura aproximada de 18 °C.
Esta región se destaca por la producción de café y la mayoría de sus habitantes subsisten del cultivo, la venta y exportación de este producto así como el plátano verde y el maíz de esta zona montañosa.

## Geografía
Limita al norte con el municipio de Anserma, al oriente con los municipios de Palestina y Chinchiná, al sur con los municipios de Chinchiná, San José y Belalcázar y al occidente con los municipios de Viterbo y Anserma. Conocido también como la "colina del Viento" por su constante paso del viento entre sus calles empinadas, cuna de personalidades a nivel literario y artístico.
|                                     |
| Finca cafetera en Risaralda Caldas. |

|                                     |
| Finca cafetera en Risaralda Caldas. |

|                                        |
| Producción de café - Risaralda Caldas. |

|                                     |
| Zona montañosa de Risaralda caldas. |

|                                |
| Municipio de Risaralda(Caldas) |

## División Político-Administrativa
Además de su Cabecera municipal. Risaralda tiene bajo su jurisdicción los siguientes Centros poblados:
- Calle Larga
- Quiebra de Varillas
- Quiebra Santa Bárbara

### Veredas
Además, el municipio está compuesto con las siguientes veredas:
Banderas, Betania, Cambía, Changuí, El Alto de Arauca, El Brillante, El Guaico, El Tablazo, Guacaica, Guamito, La Bohemia, La Cancana, La Esmeralda, La Libertad, La Miranda, La Patria, La Pielroja, La Romelia, La Trinidad, Media Cuesta, Montecristo, Muros, Pízamo, Santana, Sarcirí, Soria, Surrumbí, La Esperanza.

## Símbolos

### Himno
Coro
Risaralda la perla de Caldas
Soberana del viento y el sol,
son tus valles de verde esmeralda 
tu sangre de un rico arrebol (bis)
1
Suena el hacha se inclina la selva
tierra amada lograste surgir,
que tu hijo lejano ya vuelva 
pues en ella él debe morir. (Bis)
Coro
Risaralda la perla de Caldas
Soberana del viento y el sol,
son tus valles de verde esmeralda 
tu sangre de un rico arrebol (bis)
2
Son tus hijos de raza preclara
con mujeres virtuosas y bellas
qué dichoso que el mundo te amara
y brillaran de amor las estrellas (bis).

## Instituciones Educativas
| ESCUELA ALTO ARAUCA                    |
| ESCUELA ANTONIA SANTOS                 |
| ESCUELA ANTONIO JOSE DE SUCRE          |
| ESCUELA DIVINO NIÑO                    |
| ESCUELA EL BRILLANTE                   |
| ESCUELA EL CAIRO                       |
| ESCUELA GENERAL SANTANDER              |
| ESCUELA INDÍGENA TAMANIZA ALTA         |
| ESCUELA INDÍGENA TAMANIZA BAJA         |
| ESCUELA LA BOHEMIA                     |
| ESCUELA LA ESMERALDA                   |
| ESCUELA LA ESPERANZA                   |
| ESCUELA LA MIRANDA                     |
| ESCUELA LA PATRIA                      |
| ESCUELA LA PIEL ROJA                   |
| ESCUELA LA ROMELIA                     |
| ESCUELA LA TRINIDAD                    |
| ESCUELA RAFAEL POMBO                   |
| ESCUELA SAGRADO CORAZON                |
| ESCUELA SANTA ANA                      |
| ESCUELA. POLICARPA SALAVARRIETA        |
| ESCUELA. SANTA LUCIA                   |
| INSTITUCIÓN EDUCATIVA EL CAIRO         |
| INSTITUCIÓN EDUCATIVA MARÍA INMACULADA |
| QUIEBRA DE VARILLAS                    |
| SEDE 2 LA SALLE                        |
| SEDE CENTRAL FRANCISCO JOSÉ DE CALDAS  |
| SEDE CENTRAL QUIEBRA DE SANTA BARBARA  |

## Servicios públicos
- Energía Eléctrica: Central Hidroeléctrica de Caldas (CHEC), del grupo EPM, es la empresa prestadora del servicio de energía eléctrica.
- Gas Natural: Efigas es la empresa distribuidora y comercializadora de gas natural en el municipio.